# Virtuts romanes

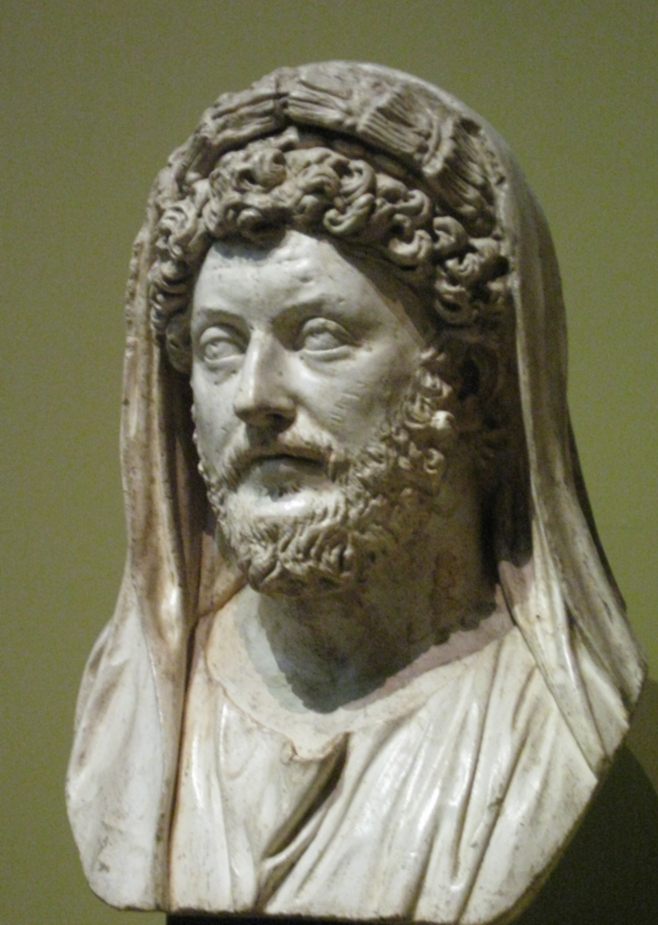
L'emperador Marc Aureli, freqüentment citat com a exponent de les virtuts romanes.

Les virtuts romanes són una sèrie de valors preuats en l'antiga Roma com a fonamentals per a tots els ciutadans romans. Són qualitats de vida a les quals tots els ciutadans romans haurien d'aspirar. Són el cor de la Via Romana — la Manera Romana — i per a molts historiadors van ser aquestes qualitats les que van donar a la República Romana la força moral necessària per a conquerir i civilitzar el món. Els romans havien heretat dels grecs o compartien amb ells la idea que la seva missió era civilitzar el món, que equivalia a dir "posar ordre en el caos". Per tant, no consideraven "civilitzats" els altres pobles, eren "bàrbars", excepte aquells que tenien una història i cultura anterior a la seva, com ara els jueus o els egipcis. Tal com diu Ramon Alcoberro (vg. Webgrafia): "La virtus romana vindria a ser una mena de síntesi o de reelaboració llatina de dos conceptes grecs, la andreia (el valor físic masculí) i la àrete (la virtut moral) que es barrejaven amb l’exaltació de les virtuts tradicionals d’origen republicà". Moltes d'aquestes virtuts o qualitats van ser associades a la mitologia i representades per déus.

## Virtuts personals
- Auctoritas: "Autoritat moral". És la que s'adquireix gràcies a la trajectòria personal i equival al reconeixement per part dels altres. Es contraposa a la "potestas" que és l'autoritat que confereix un càrrec.
- Consilium: "Decisió, seny". Capacitat d'actuar o no després d'haver reflexionat.
- Comitas: "Cortesia". Bones maneres, cortesia, amistat.
- Clementia: "Mercè". Suavitat i gentilesa.
- Dignitas: "Dignitat". Un sentit d'autoestima, d'orgull propi.
- Firmitas: "Tenacitat". Força mental, habilitat de defensar una proposta.
- Frugalitas: Temperança, economia i simplicitat, sense arribar a ser miserable.
- Gravitas: "Gravetat o circumspecció". Saber sospesar la importància d'un assumpte, responsabilitat, seriositat i determinació.
- Humanitas: "Humanitat". Refinament, civilitat; aprendre i posseir cultura.
- Industria: "Treball dur".
- Pietas: "Submissió". Més que pietat religiosa, un respecte per l'ordre natural social, política i religiosament. Inclou les idees de patriotisme i devoció.
- Prudentia: "Prudència". Previsió, saviesa i discreció personal.
- Salubritas: "Salut". Salut i neteja, higiene.
- Severitas: "Severitat". Autocontrol.
- Veritas: "Veritat". Honradesa amb els altres.

## Les virtuts de la dona
La dona romana era anomenada "matrona" i era la responsable de la família i la casa. A ella se li requerien unes virtuts concretes especials com són:
- Univira: "D'un sol marit". Era molt valorat que una dona, quan enviudava, no es tornés a casar. I així es reflecteix en multitud d'epitafis.
- Lanifica: "Que sàpiga de costura".
- Casta: "Fidel, pura, irreprotxable". Que compleixi amb les exigències de la societat romana com a esposa.
- Pia: Que compleixi amb la "pietas".
- Frugi: "discreta, sòbria, prudent". Amb relació a l'administració de la llar.
- Domiseda: "Mestressa de casa". Que sàpiga administrar correctament la casa, entesa com l'edifici, el terreny, la família, els esclaus i el bestiar.

Una dona paradigmàtica de la virtut romana de la dona, la trobem en Lívia Drusil·la.

## Virtuts públiques
A més de les virtuts personals, aspiració de tot individu, la cultura romana també defensava virtuts en comú que havien de ser compartides per tota la societat. Entén que algunes de les virtuts a què els individus haurien d'aspirar també són virtuts públiques, conreades així mateix per la societat en comú. En diversos casos, les virtuts es personificaven en divinitats.
- Abundantia: "abundància, plenitud". L'ideal de tenir menjar i prosperitat suficients per a tots els segments de la societat. Per exemple: L'estat havia de garantir el proveïment de blat a tots els ciutadans romans.
- Aequitas: "equitat". Justícia tant dins del govern com entre les persones.
- Prima Eventus: "bona sort".
- Clementia: "clemència". Mercè, mostrada a la resta de pobles.
- Concòrdia: "concòrdia". Harmonia entre el poble romà, i també entre Roma i els altres pobles.
- Constantia: "fermesa". Fidelitat als meus principis i als de Roma.
- Continentia o Temperantia: "moderació". Capacitat de mesurar la proporció justa. Repressió dels impulsos (autocontrol).
- Felicitas: "felicitat, prosperitat". Una celebració dels millors aspectes de la societat romana.
- Fides: "confiança".[2] Fidelitat a la paraula donada.
- Fortuna: "fortuna, sort". Un agraïment als esdeveniments positius.
- Genius: "Esperit de Roma". Agraïment a l'esperit combinat de Roma, i de les seves persones. El genius és compartit i exercit per tots els ciutadans. Seria la seva "essència" o identitat cultural.
- Hilaritas: "alegria, jovialitat". Expressió dels moments feliços.
- Iustitia: "justícia". Com a expressada per lleis i governs assenyats.
- Labor: "esforç".
- Laetitia: "acontentament, felicitat". Celebració de l'agraïment, generalment per la solució de les crisis.
- Liberalitas: "liberalitat". Donar generosament.
- Libertas: "llibertat". El poble romà valora en extrem la seva llibertat i no submissió a cap altra poble.
- Nobilitas: "noblesa". Accions nobles dins d'una esfera pública.
- Ops: "riquesa, prosperitat". Reconeixement de la prosperitat del món romà.
- Patientia: "paciència". L'habilitat necessària en moments adversos i de crisi.
- Pax: "pau". Un objectiu dins de la societat i entre les nacions. La pau no només abasta l'estat de no-guerra, sinó també la pau interna i la prosperitat de l'individu i la societat.
- Pietas: "Pietat". Les persones han de prestar l'honor degut a cadascun dels déus, tant en les celebracions públiques, com en família als déus Lars (avantpassats de la família).
- Providentia: "provisió". L'habilitat de la societat Romana de sobreviure a desafiaments i manifestar un destí gloriós.
- Pudicita: "modèstia". Una expressió pública contra l'acusació de "corrupció moral" de la Roma Antiga.
- Salus: "Salut". Preocupació pel el benestar i la salut pública.
- Securitas: "seguretat". Acció eficient del Govern que porti a, i garanteixi, la pau.
- Spes: "esperança, confiança". Especialment en temps de dificultats.[3]
- Uberitas: "fertilitat". Particularment amb relació a l'agricultura.
- Virtus: "coratge i honestedat per governar". Especialment dels líders de la societat i del govern.

## Webgrafia
- http://www.alcoberro.info/el-significat-rom%C3%A0-de-la-virtus.html
- Sobre les virtuts de la dona:
  - http://www.xtec.cat/~mgarci10/roma/filia.htm
  - https://www.facebook.com/elmundocultural/posts/la-matrona-romanaunivira-lanifica-casta-pia-frugi-y-domisedala-matrona-esposa-de/953573714682559/?locale=es_ES
  - https://dialnet.unirioja.es/descarga/articulo/5098485.pdf